# Boy van Poppel
Boy van Poppel (* 18. Januar 1988 in Utrecht) ist ein ehemaliger niederländischer Cyclocross- und Straßenradrennfahrer.

## Karriere
Boy van Poppel wurde 2005 zum ersten Mal niederländischer Cyclocrossmeister in der Juniorenklasse. Im nächsten Jahr konnte er diesen Titel verteidigen. Im darauf folgenden Jahr wurde er in Zeddam Weltmeister der Junioren. In der Cyclocross-Saison 2007/2008 gewann er die U23-Austragung des Azencross in Wuustwezel-Loenhout und er wurde nationaler U23-Meister.
Auf der Straße wurde Boy van Poppel 2004 in der Jugendklasse niederländischer Zeitfahrmeister. 2006 gewann er eine Etappe bei der Driedaagse van Axel und er wurde nationaler Vizemeister im Straßenrennen der Junioren.
In den Jahren 2011 und 2012 fuhr Van Poppel für das amerikanische Team Unitedhealthcare-Maxxis. In der Saison 2013 wechselte er zusammen mit seinem Bruder zum UCI ProTeam Vacansoleil-DCM. Von der Saison 2014 bis zum Ende der Saison 2018 fuhr er für das WorldTeam Trek Factory Racing, ohne vordere Platzierungen zu erzielen. Ab 2019 fuhr er für 1 Jahr bei Roompot-Charles mit einigen Platzierungen unter anderem der dritte Platz beim Grand Prix de Fourmies. Seit 2020 fährt van Poppel für das Team Circus-Wanty Gobert. Bei der Vuelta a España 2023 konnte van Poppel auf der 12. Etappe den dritten Etappenplatz erreichen. Mit dem Ende der Saison 2024 beendete er seine Karriere.
Boy van Poppel ist der Sohn von Jean-Paul van Poppel, der unter anderem insgesamt neun Etappen bei der Tour de France für sich entscheiden konnte. Auch sein Bruder Danny van Poppel, seine Schwester Kim van Poppel und seine Mutter Leontien van der Lienden sind Radsportler. Er ist mit seiner Frau Melissa seit 13. Oktober 2023 verheiratet und haben zwei gemeinsame Kinder.

## Erfolge

### Cyclocross
2004/2005
- Niederländischer Meister (Junioren)

2005/2006
- Niederländischer Meister (Junioren)

2006/2007
- Weltmeister (Junioren)

2007/2008
- Azencross, Wuustwezel-Loenhout (U23)
- Niederländischer Meister (U23)

2008/2009
- Niederländischer Meister (U23)

### Straße
2008
- Mannschaftszeitfahren Volta a Lleida
- eine Etappe Tour of Missouri

2009
- eine Etappe Tour de Normandie
- Mannschaftszeitfahren Olympia’s Tour

2010
- eine Etappe Kreiz Breizh Elites

## Grand-Tour-Platzierungen
| Grand Tour            | 2013 | 2014 | 2015 | 2016 | 2017 | 2018 | 2019 | 2020 | 2021 | 2022 | 2023 | 2024 |
| --------------------- | ---- | ---- | ---- | ---- | ---- | ---- | ---- | ---- | ---- | ---- | ---- | ---- |
| Giro d’ItaliaGiro     | –    | 131  | 146  | DNF  | –    | 137  | –    | –    | –    | –    | –    | –    |
| Tour de FranceTour    | 144  | –    | –    | –    | –    | –    | –    | –    | 117  | –    | –    | –    |
| Vuelta a EspañaVuelta | –    | –    | 158  | –    | –    | –    | –    | –    | –    | DNF  | 124  | –    |